# Pagana platysoma
Pagana platysoma är en kräftdjursart som beskrevs av Stefano Taiti och Franco Ferrara1983. Pagana platysoma ingår i släktet Pagana och familjen Trachelipodidae. Inga underarter finns listade i Catalogue of Life.